# Beamter (Österreich)
Beamte sind im österreichischen öffentlich Dienst Personen, die in einem öffentlich-rechtlichen Dienstverhältnis zum Dienstgeber stehen. Dagegen stehen Vertragsbedienstete in einem privatrechtlichen Dienstverhältnis.

## Stellung des Beamten im Sozialwesen
Personen, die sich im Staatsdienst befinden (öffentlich Bedienstete), werden in zwei Gruppen eingeteilt:
- Beamte – nach (Beamten-)Dienstrecht (Beamten-Dienstrechtsgesetz 1979 für Beamte des Bundes)
- Vertragsbediensteter – nach Sonderprivatrecht (Vertragsbedienstetengesetz 1948 auf Bundesebene)

Beamte werden durch Bescheid berufen (Pragmatisierung, Verbeamtung) und sind auf Dauer mit den Angelegenheiten der öffentlichen Verwaltung betraut. Basis des Österreichischen Beamtenwesens ist das Beamten-Dienstrechtsgesetz 1979 (BDG, i.d.g.F.) für Beamte des Bundes, das Landesbeamtengesetz für die Landesbeamten, und die jeweiligen Landesgesetze für Landesebene und für die Gemeindebediensteten, sowie zahlreiche sonstige Regelungen für Beamten anderer Dienststellen der öffentlichen Verwaltung.
Beamte unterliegen einem eigenen Dienstrecht. Sie müssen die österreichische Staatsbürgerschaft besitzen, unterliegen einer Gehorsams- und Verschwiegenheitspflicht und einer erhöhten strafrechtlichen Verantwortlichkeit sowie einem eigenen Disziplinarrecht.
Im Bereich der Sozialversicherung sind die meisten österreichischen Beamten in der Kranken- und Unfallversicherung nach dem Beamten-Kranken- und Unfallversicherungsgesetz (B-KUVG) bei der Versicherungsanstalt öffentlich Bediensteter, Eisenbahnen und Bergbau (BVAEB) pflichtversichert, bestimmte (Landes- und Gemeinde)Beamte dagegen bei so genannten Krankenfürsorgeanstalten. Eine Optionsmöglichkeit zu einer privaten Krankenversicherung besteht im Unterschied zu Deutschland nicht. Österreichische Beamte unterliegen nicht der Pensionsversicherung. Von der jeweiligen Dienstbehörde werden allerdings Pensionsbeiträge vom Gehalt einbehalten, die später zu einem Ruhegenuss (bei Versetzung in den Ruhestand) oder einem Versorgungsgenuss (bei Dienstunfähigkeit) führen.

## Formen des Beamtentums
Bundesbeamte werden in zehn Gruppen eingeteilt (genannt ist die amtliche österreichische Berufsbezeichnung):
- Allgemeiner Verwaltungsdienst (früher: Beamte der Allgemeinen Verwaltung und in handwerklicher Verwendung)
- Exekutivdienst (früher: Wachebeamte)
- Militärischer Dienst (Bundesheer, früher: Berufsoffiziere)
- Richteramtsanwärter, Richter sowie Staatsanwälte[2]
- Universitätslehrer
- Lehrer[6]
- Schul- und Fachinspektoren (früher: Beamte des Schulaufsichtsdienstes)
- Beamte des Post- und Fernmeldewesens (der Post und Telekom Austria AG zur Dienstleistung zugewiesen)
- Beamte der Post- und Fernmeldehoheitsverwaltung
- Beamte des Krankenpflegedienstes

## Geschichte des österreichischen Beamtentums
Übersichtsartikel: Geschichte des Beamtentums
Die Verwaltung des Habsburgerreiches stützte sich jahrhundertelang auf die Grundherrschaft, besonders auf Adel und Kirche. Dabei kam es manchmal zu Interessenkonflikten zwischen den kaiserlichen Anordnungen und den eigenen Wünschen. Die immer komplexer werdenden Gesetze und Vorschriften verlangten nach gut ausgebildeten Juristen und Akademikern, die meist aus dem Bürgertum kamen. Die Bezahlung der Beamten erfolgte bis in Maria Theresias Zeiten durch direkte Gebühren und Abgaben für Verwaltungstätigkeiten. Erst danach erhielten Beamte ein fixes Gehalt vom Staat und durften sonst keine Einkünfte haben.
Die Geschichte des modernen österreichischen Beamtentums beginnt ungefähr ab dem ersten Drittel des 18. Jahrhunderts. Meilensteine waren das Jahrzehnt von 1780 bis 1790 (Reformen Kaiser Josephs II. – Hirtenbrief von 1783), sodann der Vormärz, das Jahr 1873 (erstes umfassendes Rang- und Besoldungssystem) und das Jahr 1914 (Dienstpragmatik).
In der Gegenwart wird das österreichische Berufsbeamtentum kontrovers diskutiert.

Manche Stimmen meinen, zunehmende Ausgliederungen von Agenden aus der staatlichen Verwaltung (staatliche Unternehmen), Restriktionen bei der Pragmatisierung und dienst- und pensionsrechtliche Nivellierungen würden das österreichische Beamtentum, dem heute noch in manchen Nachfolgestaaten der k.u.k.-Monarchie nachgetrauert werde und das in diesem Vielvölkerstaat ein Integrationsinstrument ersten Ranges gewesen sei, bis zur Unkenntlichkeit entstellen.

Auch die allgemeine Vermengung von Beamtenwesen und Privatwirtschaft wird kritisch gesehen.

## Stellung am Arbeitsmarkt
Volkswirtschaftlich werden Beamte – als eine der grundlegenden Beschäftigungsformen – mit den Angestellten und Vertragsbediensteten in eine Gruppe neben den Arbeitern gerechnet.
In Österreich gibt es heute etwa rund 200.000 Beamte (2013: 206.486). Das entspricht 2,5 % der Bevölkerung (2013; Bemessung präzise: Wohnbevölkerung in Privathaushalten), und 6 % der Arbeitnehmer (2013: 5,7 % von 3,6 Mio. unselbständig Erwerbstätigen; 4,9 % von 4,4 Mio. Erwerbstätigen insgesamt).
Im Dienst des Bundes stehen dabei 75.000 Beamte (2013: 75.053), das ist ein Anteil von einem Drittel (2013: 36,3 %). Gegenüber den Vertragsbediensteten ist der Anteil durch den Pragmatisierungsstopp von 1997 und November 2003 gesunken (2003 noch 66 % Beamte, 2013: 57,8 % in Vollbeschäftigtenäquivalenten VBÄ), ebenso die Gesamtzahl der Bundesbediensteten (2003 noch 150.135).
Finanziell gehört die Beamtenschaft zu den Besserverdienern, das Bruttojahreseinkommen beträgt etwa 50.730 € bei den Beamten (Median, 2012; Arbeitnehmer gesamt: 25.370 €). Unter allen grundlegenden Beschäftigungsgruppen ist jene der Beamten die mit der niedrigsten Einkommenschere zwischen Männern und Frauen, die Einkommensdifferenz beträgt nur 5,5 % (2013: Männer 51.940, Frauen 49.090 durchschnittlich), was primär daran liegt, dass die ranghöchste Beamtenschaft noch männerdominiert ist. 35.000 Beamte verdienen über 70.000 €, davon 8.700 über 100.000 €, 11.500 unter 30.000 €, davon nur 2.000 unter 20.000 € (brutto, jährlich).
Siehe auch: Öffentlicher Dienst: Österreich – Zahlen und Fakten zum Arbeitsmarkt